# جون بارنز (لاعب كرة قاعدة)
جون بارنز (بالإنجليزية: John Barnes)‏ هو لاعب كرة قاعدة أمريكي، ولد في 24 أبريل 1976 في سان دييغو في الولايات المتحدة.

## وصلات خارجية
- جون بارنز على موقعبيزبول رفرنس.كوم (الدوري الرئيسي) (الإنجليزية)
- جون بارنز على موقعبيزبول رفرنس.كوم (الدوري الثانوي) (الإنجليزية)
- جون بارنز على موقع إي إس بي إن.كوم (أم.أل.بي) (الإنجليزية)
- جون بارنز على موقع مشجعي الرسوم البيانية (الإنجليزية)